# Cúp bóng đá 1000 năm Thăng Long – Hà Nội (khu vực Thành phố Hồ Chí Minh)
Khu vực Thành phố Hồ Chí Minh của Giải bóng đá quốc tế Cúp 1000 năm Thăng Long – Hà Nội là một trong hai đợt thi đấu thuộc Cúp bóng đá 1000 năm Thăng Long – Hà Nội, giải đấu giao hữu hướng tới kỷ niệm thủ đô Hà Nội của Việt Nam tròn 1000 năm tuổi. Trận đầu tiên của bảng diễn ra vào ngày 28 tháng 9 năm 2010, và hai trận đấu cuối cùng được thi đấu vào ngày 2 tháng 10.
Đây thực chất cũng là một lần tổ chức của Cúp bóng đá Thành phố Hồ Chí Minh.

## Các đội tham dự
Tham dự giải đấu đều là các đội tuyển Olympic, do đây cũng là giải đấu để chuẩn bị cho giải bóng đá nam tại Đại hội Thể thao châu Á 2010 tổ chức tại Quảng Châu, Trung Quốc.
- Việt Nam (chủ nhà)
- Iran
- Malaysia
- Singapore

## Địa điểm
Tất cả các trận đấu đều được diễn ra tại Sân vận động Thống Nhất, Thành phố Hồ Chí Minh. Các trận đấu có đội chủ nhà Việt Nam được sắp xếp vào giờ muộn hơn.
| Thành phố Hồ Chí Minh   |
| ----------------------- |
| Sân vận động Thống Nhất |
| Sức chứa: 25.000        |
|                         |

## Thứ hạng chung cuộc
| VT | Đội                  | ST | T | H | B | BT | BB | HS | Đ |  |     |     |     |     |
| -- | -------------------- | -- | - | - | - | -- | -- | -- | - |  | --- | --- | --- | --- |
| 1  | Olympic Việt Nam (H) | 3  | 2 | 1 | 0 | 4  | 1  | +3 | 7 |  |     | 2–0 |     | 2–1 |
| 2  | Olympic Iran         | 3  | 1 | 1 | 1 | 3  | 3  | 0  | 4 |  |     |     | 1–1 |     |
| 3  | Olympic Singapore    | 3  | 0 | 3 | 0 | 1  | 1  | 0  | 3 |  | 0–0 |     |     | 0–0 |
| 4  | Olympic Malaysia     | 3  | 0 | 1 | 2 | 1  | 4  | −3 | 1 |  |     | 0–2 |     |     |

## Các trận đấu
Tất cả thời gian được liệt kê là giờ địa phương, giờ chuẩn Việt Nam (UTC+7).
| Iran          | 1 – 1    | Singapore |
| ------------- | -------- | --------- |
| Hamidreza 27' | Chi tiết | Luo 73'   |

| Việt Nam         | 2 – 1    | Malaysia   |
| ---------------- | -------- | ---------- |
| Anh Đức 19', 26' | Chi tiết | Talaha 44' |

| Malaysia | 0 – 2    | Iran                     |
| -------- | -------- | ------------------------ |
|          | Chi tiết | Moosavi 42' · Afshin 76' |

| Singapore | 0 – 0    | Việt Nam |
| --------- | -------- | -------- |
|           | Chi tiết |          |

| Singapore | 0 – 0    | Malaysia |
| --------- | -------- | -------- |
|           | Chi tiết |          |

| Việt Nam                      | 2 – 0    | Iran |
| ----------------------------- | -------- | ---- |
| Anh Đức 45+1' · Đình Tùng 76' | Chi tiết |      |

## Cầu thủ ghi bàn
Đã có 9 bàn thắng ghi được trong 6 trận đấu, trung bình 1.5 bàn thắng mỗi trận đấu.
3 bàn thắng
- Nguyễn Anh Đức

1 bàn thắng
- Afshin
- Hamidreza
- Moosavi
- Luo Zhenlun
- Norshahrul Idlan Talaha
- Trần Đình Tùng